# Karl Heinz Engelhorn
Pour les articles homonymes, voir Engelhorn.
Karl Heinz Engelhorn (né le 6 septembre 1905, mort le 24 octobre 1944 à Brandebourg-sur-la-Havel) est un officier allemand, résistant en tant que membre du complot du 20 juillet 1944.

## Biographie
Le colonel Georg Alexander Hansen initie dans le complot le lieutenant-colonel dans l'état-major. Après l'échec du complot, Engelhorn est arrêté. Le Volksgerichtshof le fait comparaître dans un procès comprenant sept accusés, Karl Heinz Engelhorn et quatre autres accusés sont condamnés à mort le 12 octobre. L'exécution a lieu le 24 octobre par une fusillade dans la prison de Brandebourg.